# Ліски (Чернігівський район)
Ліски́ — село в Україні, у Гончарівській селищній громаді Чернігівського районуЧернігівської області. Населення становить 18 осіб. До 2020 орган місцевого самоврядування — Боровиківська сільська рада.
Лісовий хутір 1897 р., який налічував 6 дворів , 41 жителя. У 1924 р.- 19 дворів і 104 жителі. Одне кладовище з с. Ворохівка.
Урочища – Утопленик, Брусов кружок.